# Шамины
Шамины — угасший княжеский и дворянский род.

## Князья Шамины
Род князей Шаминых, из Ярославских князей, Рюриковичи, внесены в Бархатную книгу, родословная роспись их внесена в роспись князей Жировых-Засекиных и Шаховских.
Ветвь князей Шумаровских. Князь Борис Глебович дал наименование нескольким князьям Глебовым, а брат его Михаил Глебович Шуморовский, прозванием Шама, дал начало князьям Шаминым, откуда и повелась фамилия. Известны три его сына: Иван Михайлович, воевода в Казанских походах 1523 и 1524 годов, Фёдор и Андрей Михайловичи, оба бездетные. Князь Александр Борисович Шуморовский владел вотчинами в Бежецком уезде. по нему сделали вклад в 1521 году в Троице-Сергиев монастырь его близкие родственники  — князья Сицкие и Шамины. В 1523-1536 годах князья Шамины сделали вклады в Троице-Сергиев монастырь, на общую сумму 215 рублей.
Род угас в середине XVI века.

## Дворяне Шамины
Ведут начало от лейб-кампанца Григория Шамина, участника дворцового переворота 1741 года.
Есть ещё несколько дворянских родов Шаминых, более позднего происхождения.

## Описание герба
Щит разделен перпендикулярно на две части, из них в правой части, в чёрном поле, между трех серебряных пятиугольных звезд, изображено золотое стропило с означенными на нём тремя горящими гранатами натурального цвета. В левой части, в зелёном поле, означена серебряная пониженная пирамида с двумя по сторонам оной и одним на пирамиде хлебными колосьями, переменных с полями цветов.
Щит увенчан обыкновенным дворянским шлемом, на котором наложена Лейб-Компании гренадерская шапка со страусовыми перьями красного и белого цветов, а по сторонам оной шапки видны два чёрных орлиных крыла, и на них по три серебряные звезды. Намёт на щите зелёного и чёрного цветов, подложенный с правой стороны серебром, а с левой стороны — золотом. Герб Шамина внесён в Часть 3 Общего гербовника дворянских родов Всероссийской империи, стр. 131.